# هودونین (ناحیه بلانسکو)
هودونین (به چکی: Hodonín) یک منطقهٔ مسکونی در جمهوری چک است که در ناحیه بلانسکو واقع شده‌است. هودونین ۳٫۱۸ کیلومتر مربع مساحت و ۱۲۰ نفر جمعیت دارد و ۴۹۶ متر بالاتر از سطح دریا واقع شده‌است.